# Большеподовечинское сельское поселение
Большеподовечинское се́льское поселе́ние — муниципальное образование в Милославском районе Рязанской области Российской Федерации.
Административный центр — село Большое Подовечье.

## История
Статус и границы сельского поселения установлены Законом Рязанской области от 7 октября 2004 года № 85-ОЗ «О наделении муниципального образования - Милославский район статусом муниципального района, об установлении его границ и границ муниципальных образований, входящих в его состав»

## Население
| 2010 | 2012 | 2013 | 2014 | 2015 | 2016 | 2017 |
| ---- | ---- | ---- | ---- | ---- | ---- | ---- |
| 595  | ↘581 | ↘578 | ↘568 | ↘555 | ↘547 | ↘532 |
| 2018 | 2019 | 2020 | 2021 |      |      |      |
| ↘519 | ↘499 | ↘498 | ↗509 |      |      |      |

## Состав сельского поселения
| №  | Населённый пункт            | Тип населённого пункта            | Население |
| -- | --------------------------- | --------------------------------- | --------- |
| 1  | Большое Подовечье           | село, административный центр      | ↘209      |
| 2  | Борщевка                    | деревня                           | ↘45       |
| 3  | Гротовский                  | посёлок железнодорожного разъезда | 7         |
| 4  | Гулынки                     | деревня                           | 18        |
| 5  | Дегтярка                    | село                              | ↘123      |
| 6  | Знаменка                    | село                              | ↘0        |
| 7  | Красный                     | посёлок                           | 0         |
| 8  | Ляпуновка                   | деревня                           | 2         |
| 9  | Малое Подовечье             | деревня                           | ↘57       |
| 10 | Малые Подовечинские Выселки | деревня                           | 0         |
| 11 | Новая                       | деревня                           | 6         |
| 12 | Сандыри                     | деревня                           | 2         |
| 13 | Свистовка                   | деревня                           | 23        |
| 14 | Селезневка                  | деревня                           | 101       |
| 15 | Старое Курбатово            | село                              | ↘0        |
| 16 | Хорошевка                   | деревня                           | 0         |
| 17 | Чибезы                      | деревня                           | 2         |